# پن سایمونز
پن سایمونز (انگلیسی: Penn Symons؛ ۱۷ ژوئیه ۱۸۴۳ – ۲۳ اکتبر ۱۸۹۹) فرد نظامی اهل پادشاهی متحد بریتانیای کبیر و ایرلند بود. وی همچنین برندهٔ جوایزی همچون نشان حمام شده‌است.